# 名寄市立大学
名寄市立大學（日語：名寄市立大学）是一間本部位於日本北海道名寄市西4条北8丁目1的公立大學。在2006年時開校。

## 沿革
伴隨著附屬的市立名寄短期大學，2006年4月開設了四年制大學。擁有保健福祉學部，是北海道的公立大學當中最新的一所（不含短大時代）。

## 學部、學科
- 保健福祉學部
  - 營養學科
  - 看護學科
  - 社會福祉學科
- 短期大學部
  - 兒童學科

## 大學關係者
- 青木紀：農學博士，擔任學長一職

## 校園
- 北海道名寄市西4条北8丁目
  - 是地理上日本最北端的公立大學。
  - 本館裡的大學公園土地非屬於校方，而是市的所有地。

## 外部連結
- 名寄市立大学 （页面存档备份，存于） （日語）